# Doubtful Sound

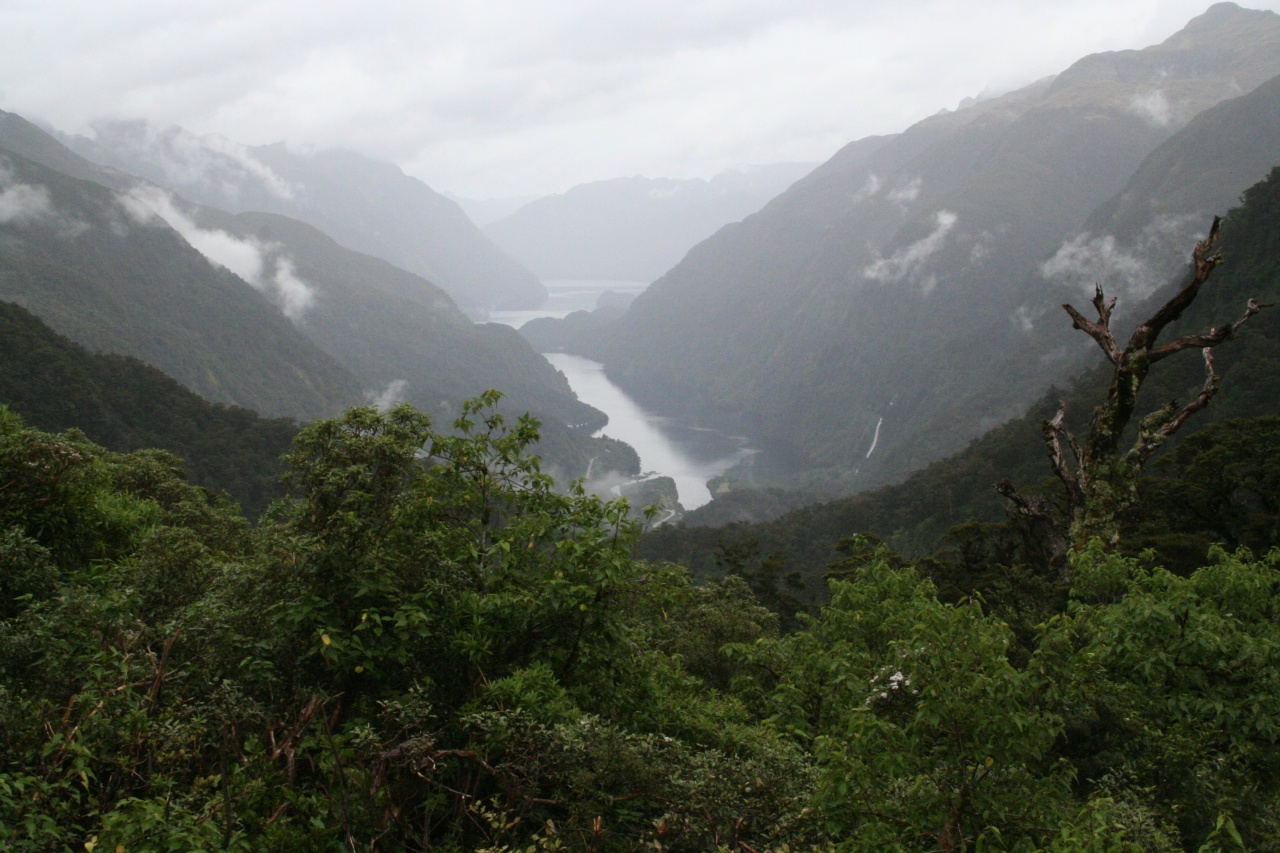
Deep Cove, Doubtful Sound

Doubtful Sound est un très grand et imposant fjord dans le sud-ouest de l'île du Sud de la Nouvelle-Zélande. Il est près de Milford Sound, plus grand mais moins accessible et donc moins visité.

## Histoire

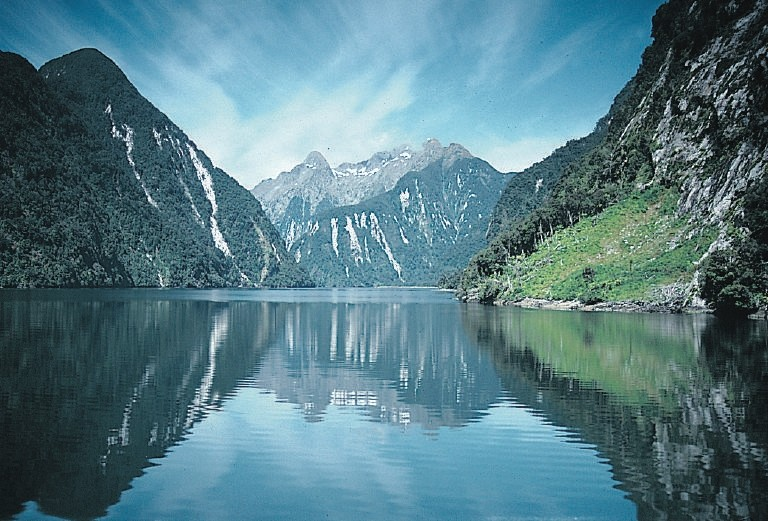
Doubtful Sound et les Alpes du Sud

Le capitaine James Cook lui donne le nom de « Doubtful Harbour » lors de son passage en 1770 ; il n'entre pas dans le fjord parce qu'il n'est pas sûr s'il est navigable. Le mot « doubtful » signifie « incertain, douteux » en anglais. Il est ensuite renommé « Doubtful Sound » par les chasseurs de baleine et de phoque.
Une expédition scientifique espagnole dirigée par Alessandro Malaspina visite Doubtful Sound en février 1793 pour y faire des expériences mesurant la gravité utilisant un pendule ; l'expédition faisait partie de l'effort pour établir le système métrique. Les officiers de l'expédition font la première carte de l'entrée et la partie basse du fjord, nommant certains lieux. Ceux-ci sont aujourd'hui les seuls noms de lieux d'origine hispanophone en Nouvelle-Zélande : Febrero Point, Bauza Island, Nee Islets, Pendulo Reach et Malaspina Reach.

## Géographie

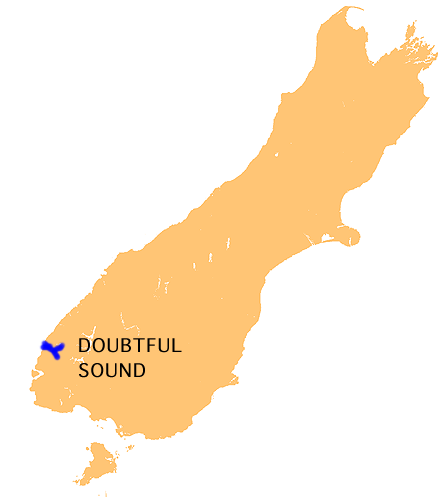
Localisation de Doubtful Sound sur une carte de l'île du Sud

Doubtful Sound est situé à 45° 18′ S, 166° 59′ E, dans le coin sud-ouest de l'île du Sud de la Nouvelle-Zélande, dans la région de Southland. Ce coin du pays, plein de fjords, est appelé Fiordland. Au terrain très accidenté, faisant partie des Alpes du Sud, il est peu peuplé et d'accès relativement difficile.
Le fjord a trois branches distinctes et plusieurs chutes, notamment Helena Falls à Deep Cove et Browne Falls, haute de plus de 600 mètres. Le terrain accidenté des alentours est connu pour les centaines de chutes d'eau qui surgissent pendant la saison des pluies.
On accède à Doubtful Sound soit par voie maritime (l'océan Pacifique) ou en prenant la route du col de Wilmot (Wilmot Pass) depuis la centrale électrique de Manapouri. La plus grande partie de la côte du fjord est toutefois inaccessible sauf par voie maritime, l'infrastructure routière étant presque inexistante dans le Fiordland.

## Flore et faune

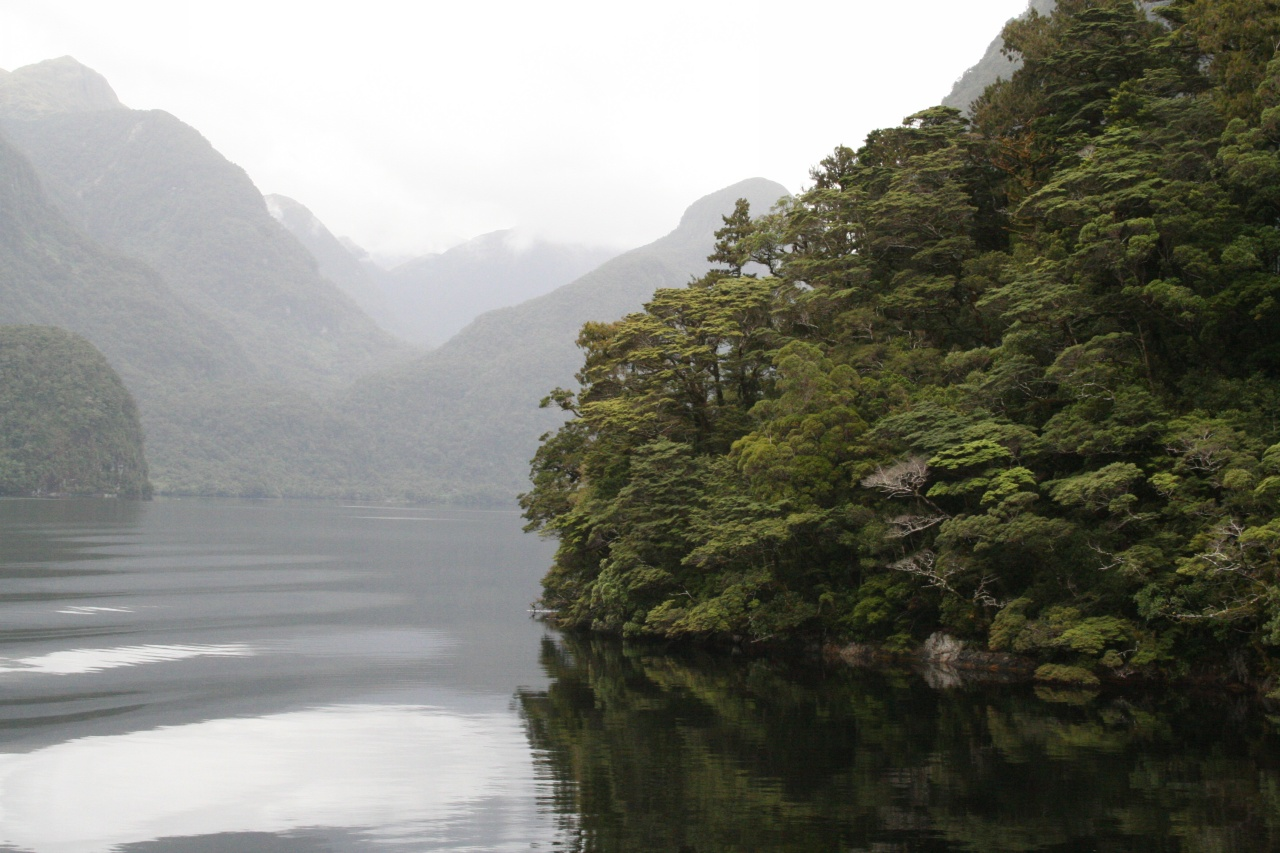
La flore des rives de Doubtful Sound

Les eaux de Doubtful Sound forment deux couches distinctes qui ne se mélangent pas : la couche supérieure, épaisse de quelques mètres, consiste d'eau fraîche des rivières et chutes des montagnes aux alentours. La couche inférieure est de l'eau saline de mer. La différence en indice de réfraction entre ces deux couches fait que la lumière y pénètre difficilement. Ainsi, on trouve beaucoup d'espèces vivant plus près de la surface que d'habitude.
Le fjord abrite l'une des populations les plus australes du monde du grand dauphin ; on y trouve environ 70 individus de cette espèce. On y trouve également des otaries à fourrure, des manchots, de nombreuses espèces de poisson, d'étoile de mer, d'anémone de mer, et de corail. Il est connu pour ses coraux noirs, d'habitude trouvés dans des eaux beaucoup plus profondes.